# U.S. Highway 50
Der U.S. Highway 50 (kurz US 50) ist ein United States Highway in den Vereinigten Staaten. Er beginnt in West Sacramento an der Interstate 80 im Bundesstaat Kalifornien und endet nach 4846 Kilometern in Ocean City an der Maryland Route 528.

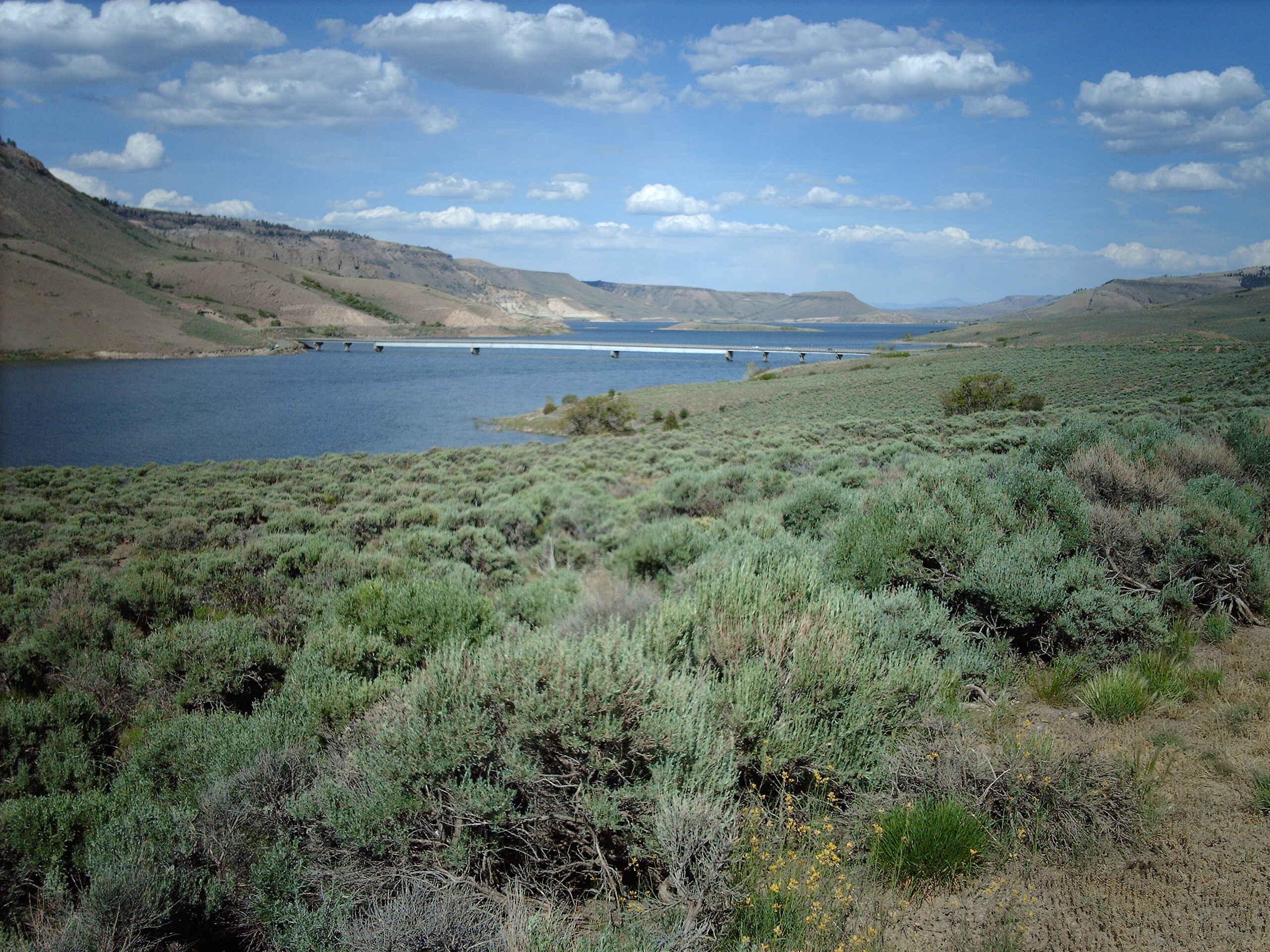
Die Brücke des US 50 über das Blue Mesa Reservoir, dem größten Stausee Colorados

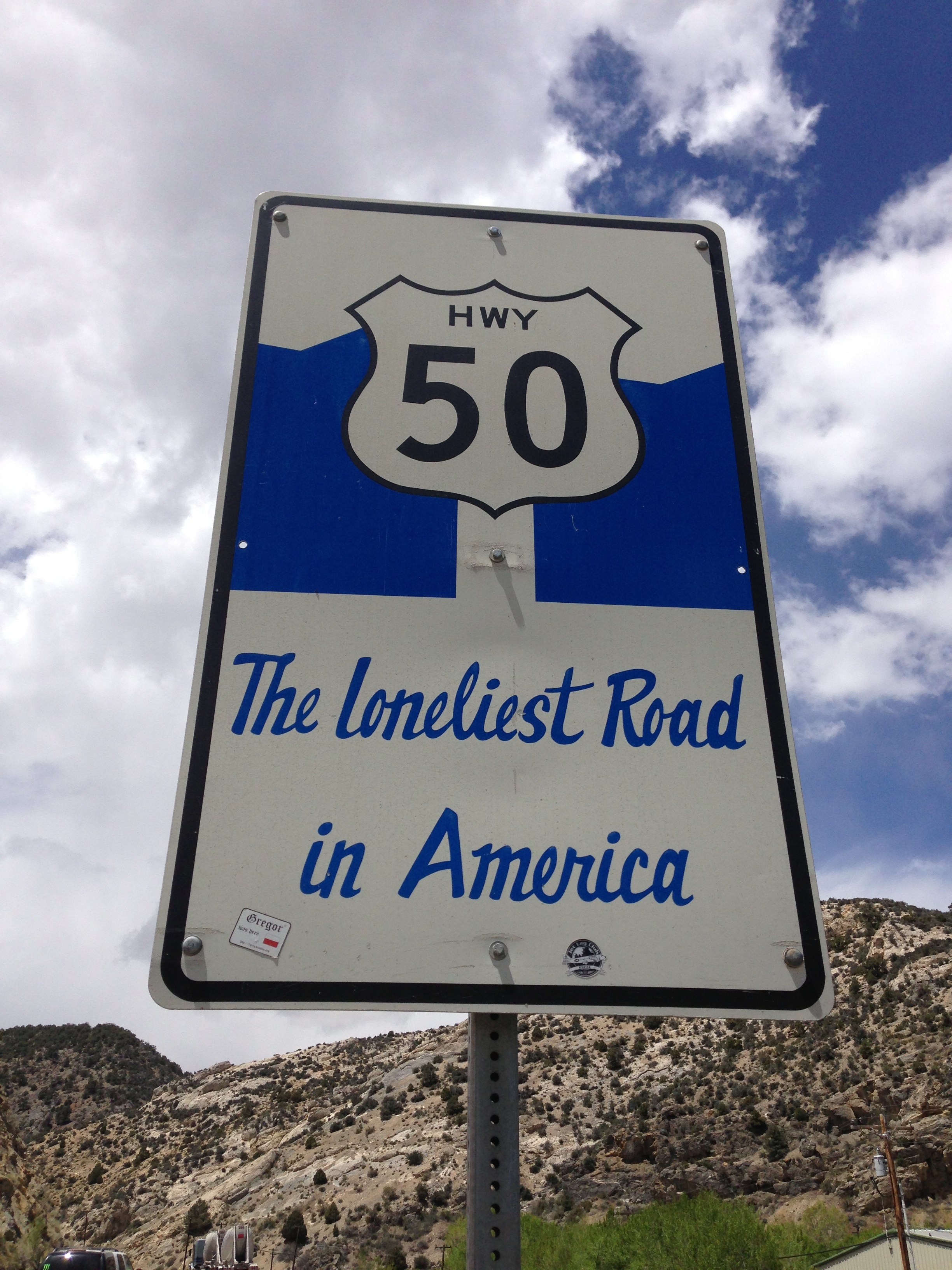
„Die einsamste Straße Amerikas“ in Ely (Nevada)

Bei der Eröffnung des Highways im Jahr 1926 gab es zwei getrennte Abschnitte. Der westliche Teil verband Sacramento mit Ely in Nevada und der Abschnitt im Osten verlief von Thistle in Utah nach Annapolis südlich von Baltimore im Bundesstaat Maryland. Die Abschnitte wurden erst 1928 verbunden. Seit 1978 wurden die Endpunkte des US 50 in Ocean City und West Sacramento nicht mehr verändert.
In Nevada trägt der US 50 den Namen The Loneliest Road in America. Diese Bezeichnung wurde im Jahr 1986 von der Zeitschrift Life auf Grund der dünnen Besiedlung entlang der Straße vergeben und später zu Marketingzwecken genutzt.

## Zubringer und Umgehungen
- U.S. Highway 150 zwischen Moline und Mount Vernon
- U.S. Highway 250 zwischen Sandusky und Richmond
- U.S. Highway 350 zwischen Trinidad und La Junta
- ehemaliger U.S. Highway 450 zwischen Tuba City und Poplar Bluff
- U.S. Highway 550 zwischen Bernalillo und Montrose
- U.S. Highway 650 zwischen Sanderson und Denver